# Steve Miner
Stephen C. "Steve" Miner (Westport, Connecticut, 18 de junio de 1951) es un productor y director de cine y televisión estadounidense, miembro de la Academia de Artes y Ciencias Cinematográficas. Es reconocido por sus numerosas producciones en el género del terror, incluyendo la segunda y tercera entrega de las películas de la franquicia de Viernes 13, Halloween H20: 20 Years Later, Warlock y Lake Placid. También ha dirigido varias películas dramáticas y de comedia, al igual que algunos episodios de reconocidas series de televisión como The Wonder Years, Dawson's Creek y Smallville.

## Filmografía como director
- Friday the 13th Part II (1981)
- Friday the 13th Part III (1982)
- House (1986)
- Soul Man (1986)
- Warlock (1989)
- Wild Hearts Can't Be Broken (1991)
- Forever Young (1992)
- My Father the Hero (1994)
- Big Bully (1996)
- Halloween H20: 20 Years Later (1998)
- Lake Placid (1999)
- Texas Rangers (2001)
- Day of the Dead (2008)
- Private Valentine: Blonde & Dangerous (2008)